# Adrien Alin
Adrien Emile Alin (* 9. Dezember 1905 in Paris; † 30. Juni 1948 ebenda) war ein französischer Autorennfahrer.

## Karriere als Rennfahrer
Neben Félix Quinault und Pierre Padrault sowie Jean und Henri de Gavardie waren Albert und Adrien Alin das dritte Brüderpaar, das beim 24-Stunden-Rennen von Le Mans 1933 am Start war. Sie beendeten ihr erstes gemeinsames Le-Mans-Rennen an der 11. Stelle der Gesamtwertung. 
Ab Mitte der 1930er-Jahre arbeitete Adrien Alin gemeinsam mit seinem Bruder als Mechaniker bei Amédée Gordini und ging für dessen junges Rennteam an den Start. Er fuhr das Bol d’Or und startete zweimal beim 24-Stunden-Rennen von Spa-Francorchamps, wo er 1938 gemeinsam mit Angelo Molinari im Fiat 508 S Balilla der Equipe Gordini den 12. Gesamtrang erreichte. Für Gordini beendete das Brüderpaar das 24-Stunden-Rennen von Le Mans 1939 als Gesamtneunzehnte und gewann im Simca Cinq die Klasse für Rennfahrzeuge bis 0,75 Liter Hubraum.

## Statistik

### Le-Mans-Ergebnisse
| Jahr | Team                | Fahrzeug           | Teamkollege    | Platzierung             | Ausfallgrund  |
| ---- | ------------------- | ------------------ | -------------- | ----------------------- | ------------- |
| 1933 | Alin Fréres         | BNC Type 527 Sport | Albert Alin    | Rang 11                 |               |
| 1934 | Alin Fréres         | B.N.C.             | Albert Alin    | Rang 21                 |               |
| 1937 | Automobiles Gordini | Simca Cinq         | Athos Querzola | Ausfall                 | Benzinleitung |
| 1939 | Gordini             | Simca Cinq         | Albert Alin    | Rang 19 und Klassensieg |               |